# Tres mujeres (telenovela)
Tres mujeres es una telenovela mexicana que marca el debut como productor ejecutivo de Roberto Hernández Vázquez en 1999.
Fue protagonizada por Erika Buenfil, Karyme Lozano, Norma Herrera, Alexis Ayala, Jorge Salinas y Pedro Armendáriz Jr.; y con las participaciones antagónicas de Sergio Sendel, Arleth Terán, Niurka Marcos, Alejandro Camacho, Dominika Paleta, René Casados, Manuel "Flaco" Ibáñez, Ricardo Dalmacci, Galilea Montijo, Sergio Reynoso y Laura Flores. Contó además con las actuaciones estelares de Alejandro Tommasi, Armando Araiza y Guillermo Capetillo.
Fue la primera telenovela que escribieron Martha Carrillo y Cristina García. Se estrenó a principios de 1999 cuando la telenovela ya estaba totalmente terminada con 80 capítulos de una hora, pero por órdenes de los directivos de Televisa se tuvo que aumentar el número de capítulos hasta llegar a tener 280 capítulos de una hora.

## Sinopsis
Fátima Uriarte es una mujer decidida, abierta y de carácter fuerte. Es la más joven de la familia Uriarte, constituida por sus padres, Greta y Gonzalo, y sus hermanos, Bárbara y Santiago. Aparentemente, los Uriarte son una familia ideal, pero realmente sus relaciones están teñidas de desamor, envidia y frustración. Fátima solo cuenta con el apoyo de su padre, mientras que sus hermanos y su madre parecen siempre estar en su contra.
Fátima se entrega por amor a Adrián, un hombre ambicioso y machista quien piensa que el amor es posesión. A partir del momento en que hace suya a su prometida, Adrián la cree bajo su dominio; acosa a la joven y se muestra celoso en todo momento a pesar de engañarla con Brenda, su asistente. Decepcionada y perturbada por el cambio de conducta de su novio, Fátima pone sus ojos en Sebastián.
Sebastián es el reverso de Adrián. Es un hombre libre y honesto que da valor a la mujer por ser ella misma, sin importarle su pasado amoroso ni su virginidad. Sebastián decide dejar su residencia en Canadá para venir a trabajar a la refresquera de Federico, su padre, con quien siempre ha tenido una pésima relación debido a la distancia que los ha separado.
En la refresquera también trabaja Adrián, para quien Sebastián no solo se convierte en un rival en el trabajo, sino también en el amor. Sebastián y Fátima se enamoran, pero Adrián no permitirá que ellos sean felices, y será capaz de todo con tal de recuperar tanto a Fátima como su posición en la empresa.
Fátima trata de encontrar apoyo en su hermana Bárbara, pero esta siempre ha crecido bajo reglas sociales muy estrictas inculcadas por su madre; lejos de comprenderla, Bárbara le dice que si ya ha tenido relaciones sexuales con Adrián, tiene que casarse con él y renunciar a Sebastián.
Bárbara es una mujer muy severa y estricta, casada con Mario desde hace más de 10 años. De este matrimonio tiene una hija de 8 años, llamada Montserrat, que es asmática. Al igual que en casa de su mamá, la armonía y felicidad en su hogar son aparentes: Mario y Bárbara tienen una relación desgastada, sobre todo por la terrible obsesión de Bárbara por volver a ser madre y tener un hijo varón. Esto y la enfermedad de su hija obligan a Bárbara a ir al rancho de Daniel, el primo de su marido, para acostarse con él y quedar embarazada. Bárbara odia el rancho y todo lo que esto implica; sin embargo, del odio al amor solo hay un paso: la pasión se apodera de Bárbara y Daniel, que viven un tórrido romance a escondidas de Mario. Sin embargo, Mario es un hombre sensible e inteligente y el comportamiento de su mujer empieza a parecerle sumamente sospechoso.
Greta no se queda atrás en sus conflictos amorosos; en el pasado vivió un gran amor, y la vida parece darle una segunda oportunidad al descubrir que el padre de Sebastián, el enamorado de su hija, es aquel hombre que en su adolescencia la convirtió en mujer. Sin embargo no todo está de su parte para revivir esa relación: Gonzalo, su marido, ha tratado inútilmente de hacerla feliz y jamás ha permitido que la familia se desintegre.
¿Qué hará Greta ante ese sentimiento que la domina? ¿Y qué pasará con Fátima y con Sebastián cuando descubran que sus padres se amaron, y que quizá todavía se aman como en el pasado? ¿Qué harán Fátima y Bárbara cuando descubran que, según su madre, una de ellas es hija de Federico?
¿Podrá olvidar Fátima a Adrián a pesar de haber sido el primer hombre de su vida? ¿Podrá hacer un lado todos los obstáculos que impiden que Sebastián y ella sean felices? ¿Y qué será más importante para Bárbara, su vida familiar al lado de Mario y Montserrat o vivir la pasión con Daniel?
Fátima, Bárbara, y Greta son tres mujeres que se debaten entre dos amores, entre el que dirán de la sociedad y el deseo de tener al hombre amado. Cada una a su estilo irán encontrando el camino hacia su felicidad. Habrá quien lo logre y habrá quien se quede en el camino.

## Elenco
- Erika Buenfil -  Bárbara Uriarte Saraldi
- Alexis Ayala - Daniel Subiri Sánchez
- Karyme Lozano - Fátima Uriarte Saraldi
- Jorge Salinas - Sebastián Méndez Morrison
- Norma Herrera - Greta Saraldi de Uriarte
- Pedro Armendáriz Jr. - Federico Méndez
- Guillermo Capetillo - Manuel Toscano
- Patricio Castillo - Gonzalo Uriarte
- Armando Araiza - Santiago Uriarte Saraldi
- Sergio Sendel - Adrián de la Fuente
- Alejandro Tommasi - Mario Espinosa Sánchez
- Arleth Terán - Brenda Muñoz
- Laura Flores - Sandra María Aguirre
- Alejandro Camacho - Salvador Ortega
- René Casados - Leonardo Marcos
- Galilea Montijo - Maricruz Ruiz
- Raúl Ramírez - Frank Minski
- Eduardo Verástegui - Ramiro Belmont
- Luz María Jerez - Renata Gamboa
- Maite Embil - Andrea Ibáñez[1]
- Niurka Marcos - Yamilé Núñez
- Ricardo Dalmacci - Claudio Altamirano
- Fabián Robles - Ángel Romero / Jose Ángel Belmont
- Lorenzo de Rodas - Vicente Sánchez
- Mariana Seoane - Marcela Durán
- Maya Mishalska - Paulina
- Ana Bertha Espín - Lucía Sánchez
- María Fernanda Rodríguez - Montserrat "Montse" Espinoza Uriarte
- Susan Vohn - Verania Grip
- Vanessa Guzmán - Carolina Fontaner
- Isadora González - Miriam Cohen
- Sergio Catalán - Valentín
- Maricarmen Vela - Jesusa
- Marina Marín - Ana de Gamboa
- Lucero Lander - Genoveva
- Yolanda Mérida - Eva de la Parra
- Carlos Bracho - Dr. Salazar
- Dominika Paleta - Raquel Lerdo Muñoz
- Sergio Reynoso - Adolfo Treviño
- Isaura Espinoza - Diana Carmona
- Socorro Bonilla - Aracely Durán
- Rosángela Balbó - Rosa María Sánchez
- Ninón Sevilla - Yolanda de Núñez
- Manuel "Flaco" Ibáñez - Héctor Gomís
- Gerardo Quiroz - Antonio Fernández
- Gabriela Platas - Carla Fonseca
- Luz María Zetina - Paloma
- Elizabeth Aguilar - Nicole Bermúdez
- Paulino Hemmer - Lorenzo Toscano
- Diana Osorio - Verónica Toscano
- Rafael del Villar - Eduardo
- Sharis Cid - Loren Covarruvias
- Hugo Acosta - Rafael
- César Castro - Eugenio Gamboa
- Yadira Santana - Dra. Olivia Soler
- Manola Diez - Ximena
- Jana Raluy - Sonia
- María Prado - Meche
- Queta Lavat - Susana
- Silvio Fornaro - Diego Aguirre
- Mauricio Bonet - Tavo Galindo
- Teo Tapia - Don Pepe
- María Dolores Oliva - Rita
- Adrián Alfaro
- Gabriela Araujo - Mamá de Adrián
- Francisco Avendaño - Dr. Alberto Valero
- Ernesto Bog - Carlos
- Rosita Bouchot
- Jesús Briones
- Horacio Castelo
- Miguel Serros - Nicolás
- Ricardo Chávez - Andrés
- Amira Cruzat - Dulce
- Juan Ángel Esparza - Rodrigo Balmori
- Carlos González - Miguel
- Jaime Herner - Sergio
- María Idalia - Magda
- Bobby Larios - Mauro
- Jaime Lozano - Demetrio López
- Bibelot Mansur - Gina
- Guillermina Martínez
- Rubén Morales - Javier
- Martín Muñoz - Omar
- Gustavo Negrete - Abogado
- Iliana Pereyra
- Polly - Sofía
- Luis Reynoso - Gabriel Uribe
- Juan Ríos Cantú
- Adriana Rojo - Olga
- Juan Romanca - Carlos
- Javier Ruan - Flavio Guzmán
- Benito Ruiz
- Hanny Sáenz
- Jessica Salazar - Esther
- Andrea Soberón - Macarena
- Rocío Sobrado
- Carlos Soriano - Henry
- Abraham Stavans - Padre Mateo
- Carlos Speitzer - Remigio
- Jorge Trejo - Renato
- Tere Valadez - Secretaria
- Ricardo Vera - Fernando de la Fuente
- Carlos Cardán - Asaltante
- Jacqueline Voltaire - Melinda

## Premios

### Premios TVyNovelas 2000
| Categoría                | Nominado(a)               | Resultado |
| ------------------------ | ------------------------- | --------- |
| Mejor telenovela         | Roberto Hernández Vázquez | Nominado  |
| Mejor actriz protagónica | Erika Buenfil             | Nominada  |
| Mejor primera actriz     | Norma Herrera             | Ganadora  |
| Mejor actriz de reparto  | Maite Embil               | Nominada  |
| Mejor actriz joven       | Karyme Lozano             | Ganadora  |

### Premios Bravo
| Año  | Categoría                          | Nominado(a)   | Resultado |
| ---- | ---------------------------------- | ------------- | --------- |
| 2000 | Mejor actriz protagónica           | Norma Herrera | Ganadora  |
| 2000 | El galán más popular de televisión | Jorge Salinas | Ganador   |